# Шкофја Рижа
Шкофја Рижа (словен. Škofja Riža) је насељено место у општини Трбовље, Засавска регија, Словенија.

## Историја
До територијалне реорганизације у Словенији била је у саставу старе општине Трбовље.

## Становништво
У попису становништва из 2011. године, Шкофја Рижа је имала 126 становника.
| Број становника према пописима | Број становника према пописима | Број становника према пописима |
| ------------------------------ | ------------------------------ | ------------------------------ |
| 1991                           | 2002                           | 2011                           |
| 111                            | 126                            | 126                            |